# Goodwood Trophy
Goodwood Trophy je bila avtomobilistična dirka, ki je med letoma 1948 in 1954 potekala na britanskem dirkališču Goodwood. Najuspešnejši dirkač na dirki je Reg Parnell s tremi zmagami, med moštvi pa Maserati prav tako s tremi zmagami.

## Zmagovalci
| Leto | Zmagovalec      | Moštvo     | Dirkališče | Poročilo |
| ---- | --------------- | ---------- | ---------- | -------- |
| 1954 | Stirling Moss   | Maserati   | Goodwood   | Poročilo |
| 1951 | Giuseppe Farina | Alfa Romeo | Goodwood   | Poročilo |
| 1950 | Reg Parnell     | BRM        | Goodwood   | Poročilo |
| 1949 | Reg Parnell     | Maserati   | Goodwood   | Poročilo |
| 1948 | Reg Parnell     | Maserati   | Goodwood   | Poročilo |